# Lisa Honan

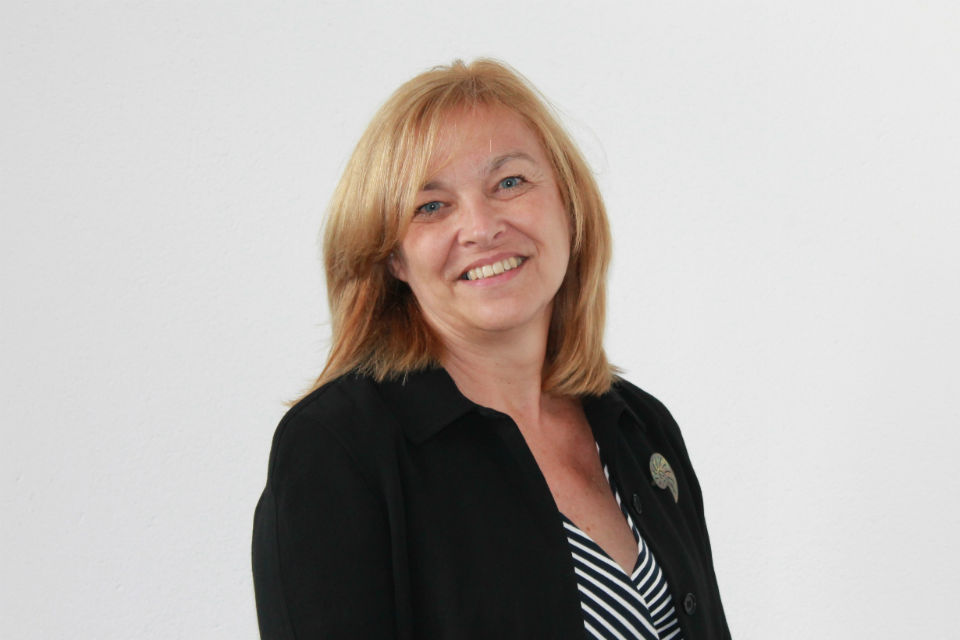
Lisa Honan

Lisa Kathleen Honan (geborene Phillips) ist eine britische Politikerin. Sie war vom 25. April 2016 bis Mai 2019 die 68. Gouverneurin von St. Helena, Ascension und Tristan da Cunha und damit Vertreterin des britischen Monarchen auf St. Helena, Ascension und Tristan da Cunha. Sie war die erste weibliche Amtsinhaberin.
Honan hält seit 7. Dezember 2017 den Order of the British Empire (CBE).
Sie heiratete am 24. Februar 2018 David Honan, den Chef der Polizei von St. Helena.